# Ceprano
Ceprano es una localidad y comune italiana de la provincia de Frosinone, región de Lacio, con 8927 habitantes.

## Evolución demográfica
| Gráfica de evolución demográfica de Ceprano entre 1861 y 2001 |
|                                                               |
| Fuente ISTAT - elaboración gráfica de Wikipedia               |